# Signe Guttormsen
Signe Guttormsen (født 24. september 1964) er en dansk billedkunstner uddannet 1986-1993 fra Kunstakademiet i København og 1991-1992 fra Rijksakademie van beeldende Kunsten i Amsterdam, Holland. Fra 1993-1995 bosat i Berlin og fra 1996-2008 bosat i Köln, herefter København. I årene 2012-2015 var Signe Guttormsen formand for Den Frie Udstilling i København.
Signe Guttormsen benytter en række forskellige medier i sin kunstneriske praksis. Hun dyrkede tidligere fotografiet som udtryksform men vendte sig i løbet af 1990’erne maleriet. Udtrykket er rent abstrakt og hendes billeder opstår ikke ud fra en traditionel malerisk tænkemåde og materialerne adskiller sig ofte fra det typiske for malerigenren. Materialer som træ og aluminium indgår således ofte i Signe Guttormsens værker, mens også tekstelementer, fotografi og lys spiller en væsentlig rolle.
Desuden har Signe Guttormsen udført en lang række bygningsintegrerede kunstværker. I 2010 skabte hun en stor gulvmosaik i Frederik IX's Palæ på Amalienborg Slot. Andre bygningsintegrerede værker tæller BaneDanmarks Trafiktårn Vest, Fredericia (2015), Institut for molekylær medicin, Syddansk Universitet, Odense (2014) og Midtsjællands Gymnasium, Ringsted (2013),   alle præsenteret i monografi- og debatbogen GÆSTFRIT - kunst i det fælles rum (forlaget Ekbátana, 2017) med interview og redaktion af Torben Sangild og bidrag af Camilla Jalving, museumsansvarlig ARKEN, og Karsten R.S. Ifversen, arkitekturredaktør, Politiken.

## Offentlige samlinger (udvalg)
- Signe Guttormsens værker er repræsenteret i samlingerne hos følgende danske og internationale institutioner:[1]
- KØS Museum for kunst i det offentlige rum, Køge
- Horsens Kunstmuseum, Horsens
- Sorø Kunstmuseum, Sorø
- Det Nationale Fotomuseum, København
- Statens Kunstfond, København
- Stadtsparkasse KölnBonn, Köln
- Hydro Aluminium, Bonn
- Kunsthalle Bremerhaven, Bremerhaven

## Udvalgt bibliografi
- GÆSTFRIT - kunst i det fælles rum (WELCOMING - art in shared spaces), Forlaget Ekbátana, 2017.

## Familie
Signe Guttormsens far er billedkunstneren Niels Guttormsen (f. 1932).